# Pellorneum tickelli
La tordina de Tickell (Pellorneum tickelli) es una especie de ave paseriforme de la familia Pellorneidae propia del sureste de Asia. Su nombre común conmemora al ornitólogo británico Samuel Tickell.

## Distribución y hábitat
Se encuentra en el este de la región indomalaya continental, distribudida por Bangladés, Birmania, Camboya, sur de China, noreste de la India, Laos, Malasia, Tailandia y Vietnam. Su hábitat natural son los bosques húmedos tropicales y subtropicales.